# Phoenix Mercury 2004
La stagione 2004 delle Phoenix Mercury fu l'8ª nella WNBA per la franchigia.
Le Phoenix Mercury arrivarono quinte nella Western Conference con un record di 17-17, non qualificandosi per i play-off.

## Roster
| N° | Naz.                   | Ruolo | Sportivo          | Anno | Alt. | Peso |
| -- | ---------------------- | ----- | ----------------- | ---- | ---- | ---- |
| 3  | Stati Uniti (bandiera) | G     | Diana Taurasi     | 1982 | 183  | 78   |
| 6  | Australia (bandiera)   | G     | Jae Kingi         | 1976 | 173  | 68   |
| 13 | Australia (bandiera)   | A     | Penny Taylor      | 1981 | 185  | 76   |
| 14 | Jugoslavia (bandiera)  | C     | Slobodanka Tuvić  | 1977 | 193  | 88   |
| 15 | Stati Uniti (bandiera) | A     | Nikki McCray      | 1971 | 180  | 70   |
| 20 | Stati Uniti (bandiera) | G     | Kayte Christensen | 1980 | 191  | 77   |
| 21 | Stati Uniti (bandiera) | A     | Tamara Moore      | 1980 | 180  | 76   |
| 23 | Stati Uniti (bandiera) | G     | Gwen Jackson      | 1980 | 188  | 83   |
| 30 | Stati Uniti (bandiera) | G     | Anna DeForge      | 1976 | 178  | 73   |
| 33 | Stati Uniti (bandiera) | C     | Adrian Williams   | 1977 | 193  | 83   |
| 43 | Stati Uniti (bandiera) | C     | Ashley Robinson   | 1980 | 193  | 82   |
| 44 | Stati Uniti (bandiera) | C     | Lindsay Taylor    | 1981 | 183  | 91   |
| 50 | Stati Uniti (bandiera) | A     | Shereka Wright    | 1981 | 178  | 70   |
| 54 | Stati Uniti (bandiera) | G     | Plenette Pierson  | 1981 | 188  | 77   |

## Staff tecnico
- Allenatore: Carrie Graf
- Vice-allenatori: Brian Agler, Lisa Harrison, Cedric Ceballos
- Preparatore atletico: Carolyn Griffiths